# Резня в Кфар-Азе
7 октября 2023 года на праздник Симхат Тора палестинские террористические группировки, крупнейшей из которых является ХАМАС, произвели вторжение в Израиль из сектора Газа. В ходе вторжения не менее 70 боевиков напали на кибуц Кфар-Аза примерно в 3 км от границы с сектором Газа, убив 79 человек; не менее 7 жителей были захвачены в заложники и ещё 13 числятся пропавшими без вести. До нападения в кибуце проживало 400 человек.

## Резня
Члены кибуца, прошедшие военную подготовку и сформировавшие добровольческую вооруженную охрану, оказали сопротивление террористам, превышавшим их количеством, пытаясь защитить свою общину. Все члены добровольческой вооруженной охраны кибуца были убиты, а боевики расширили атаку во всех направлениях. Вторгшиеся террористы жгли дома и убивали мирных жителей. Трупы жителей общины были найдены со связанными руками.
На место происшедшей резни был предоставлен доступ международным журналистам; событие сравнивается журналистами с резнёй в Буче.
Израильские солдаты, находившиеся там, заявили, что несколько мирных жителей были обезглавлены; некоторые СМИ подвергли эти данные сомнению. Руководитель одного из региональных отделений ЗАКА Йосси Ландау отметил, что на множестве трупов в Кфар-Азе, а также в Беэри присутствовали следы пыток.
Помимо убийств, боевики захватили в Кфар-Азе заложников, 7 из которых были идентифицированы по публиковавшимся кадрам; ещё 13 человек числятся пропавшими без вести.

## Жертвы
Точное количество убитых израильтян до сих пор неизвестно. По большинству оценок общее число погибших израильтян превышает 100 человек, включая детей; на данный момент известно о 79 погибших. Институт национального страхования Израиля опубликовал данные о 46 гражданских лицах, убитых в Кфар-Азе, младшему из которых было 14 лет.
Жители кибуца певица Шай-Ли Атари и её муж, кинорежиссёр Яхав Вайнер, во время резни прятались в своём доме вместе со своей месячной дочерью Шией. Когда террорист попытался прорваться через окно защитной комнаты, где они прятались, Яхав Вайнер убил террориста, а Шай-Ли сбежала с Шией в дом соседей. Впоследствии Яхава Вайнера убили.
Среди убитых террористами ХАМАСа — Рои Идан, израильский фотожурналист Ynet и «Едиот Ахронот», и его жена Смадар, а их трёхлетняя дочь Авигаиль была похищена и увезена в сектор Газа. Они были убиты на глазах ещё двоих детей постарше, Михаэля и Амалии, 9 и 6 лет, которые выжили, спрятавшись в туалете. Рои Идан считался пропавшим без вести в течение десяти дней до опознания его тела.
Убит Офир Либштейн, глава регионального совета Шаар-ха-Негев, а также его родители и четверо его детей. У генерала-майора Дорона Альмога убили шесть членов семьи.

## Реакция
Первоначальные утверждения ряда израильских СМИ и правительственных источников, заявивших, что 40 младенцев были обезглавлены, стали предметом споров и позже оказались ошибочными, как и некоторые другие детали резни. Хотя при резне в Кфар-Азе террористы убивали детей и брали детей в заложники, а также обезглавливали своих жертв при резне в Нир-Озе, используя тактику ИГИЛ, но обезглавливание ими младенцев действительно не подтвердилось. Катарский телеканал Аль-Джазира, занимающий исламистскую позицию и многократно обвинявшийся в аффилированности с ХАМАС, назвал утверждения об этом «использованием медиа для того, чтобы запятнать характер, ценности и действия ХАМАС».
Согласно израильскому Институту национального страхования из 46 гражданских, убитых в Кфар-Азе, младшим из всех был 14-летний человек, что свидетельствует об отсутствии убитых в Кфар-Азе младенцев.

## Память
7 ноября 2023 года по всему Израилю был объявлен «День гражданского траура».